# Rail Miniature Flash
Rail Miniature Flash est une revue française fondée en 1962appartenant au groupe Rigel Editions qui traite des thèmes autour du modélisme. Anciennement dénommée RMA (Rail Miniature Actualité), elle est renommée RMF à partir du n°5 de mai 1962 pour éviter la confusion avec un magasin. En 2019, elle reprend son nom originel, Rail Miniature Flash, plus évocateur en dehors de la communauté des ferroviphiles et elle devient bimestrielle. En Aout 2022, la revue est rachetée par Fairlane Editions & Communication co-fondée par le rédacteur en chef et le maquettiste de la revue.

## Contenu
Rail Miniature Flash est la Revue Pratique du modélisme ferroviaire.
Chaque mois on y retrouve les rubriques régulières de la revue :
- Comparatif Réel et Miniature : Présentation d'un modèle miniature avec le modèle grandeur
- Le décor ferroviaire : Tout l'art du décor ferroviaire à la portée de tous, du débutant à l'expert...
- Le Réseau du mois : Présentation en détail d'un réseau
- Reportages : Compte rendu de l'actualité et de l'agenda du train miniature
- C'était Hier : Les photos d'époque de gares, de voitures, trains, etc.
- Fiche de vie : Une fiche complète sur une voiture, un modèle
- Test essai nouveauté : Présentation complète d'un modèle
- Matériel et digital : Tout savoir sur la numérisation.
- Fiche de transpositions de compositions de trains : Des fiches pratiques et détaillées pour les compositions de trains

Mais aussi chaque mois
Les nouveautés décors, voitures, les manifestations, etc.

## Hors série
Ces hors série comportent plus de 100 pages
- HS RMF N°3 - Le décor ferroviaire facile
- HS RMF N°4 - Les autorails de la SNCF
- HS RMF N°5 - Les trains des années 1980
- HS RMF N°6 - Le décor naturel du réseau ferroviaire
- HS RMF N°7 - Voie Ferrée et ouvrages d'art du train miniature
- HS RMF N°8 - Le guide pratique du wagon de marchandises
- HS RMF N°9 - Construire de A à Z un dépôt de locomotives en miniature
- HS RMF N°10 - Réussir ses paysages naturels et urbains
- HS RMF N°11 - De nouveaux thèmes pour votre réseau
- HS RMF N°12 - Améliorez, transformez votre décor ferroviaire
- HS RMF N°13 - Le guide du décor ferroviaire
- HS Rail Miniature Flash N°14 - Comment réussir une rue pavillonnaire